# Will Hurd (rugby à XV)
Pour les articles homonymes, voir Will Hurd et Hurd.
Pas d'image ? Cliquez ici

a Compétitions nationales et continentales officielles uniquement.

b Matchs officiels uniquement.
Dernière mise à jour le 24 décembre 2024.
Will Hurd, né le 29 juin 1999 à Ashby-de-la-Zouch (Angleterre), est un joueur international écossais de rugby à XV jouant au poste de pilier droit aux Leicester Tigers.

## Biographie
Will Hurd commence à jouer au rugby à XV au Ashby RFC. Du fait de ses origines écossaises du côté de sa mère, il est sélectionné avec l'équipe d'Écosse des moins de 20 ans en 2019.
En 2021, il rejoint les Leicester Tigers, avec qui il fait ses débuts professionnels la même année contre le Connacht en Challenge européen.
Au mois de janvier 2024, il est sélectionné pour la première fois avec l'Écosse pour le Tournoi des Six Nations, mais est finalement obligé de déclarer forfait à cause d'une blessure au pied.
Finalement, il obtient sa première sélection avec l'Écosse en juillet 2024, lors d'une victoire 73 à 12 contre le Canada.
En 2025, il est sélectionné pour le Tournoi des Six Nations.

## Palmarès
- Leicester Tigers
  - Finaliste du Championnat d'Angleterre en 2025.